# Gytha Ogg
Gytha "Nanna" Ogg är en fiktiv häxa i Terry Pratchetts böcker om Skivvärlden.

## Kuriosa
Gytha har skrivit en bok som heter Fru-Kostens fröjder som handlar om matlagning, och har också ett hembränneri uppe på en kulle där hon bor i Lanker. Visserligen är det olagligt, men det är hon fullt på det klara med, eftersom hon då blir den enda på marknaden. Hon har gift sig tre gånger och fått femton barn, och tycker om att sjunga Igelkottavisan och andra oanständiga sånger. Hon har en katt som heter Gråbo, som på grund av problem med sitt morfogenetiska fält kan förvandlas till människa och är en ondskefull pälsboll.